# Johannes Bacherus

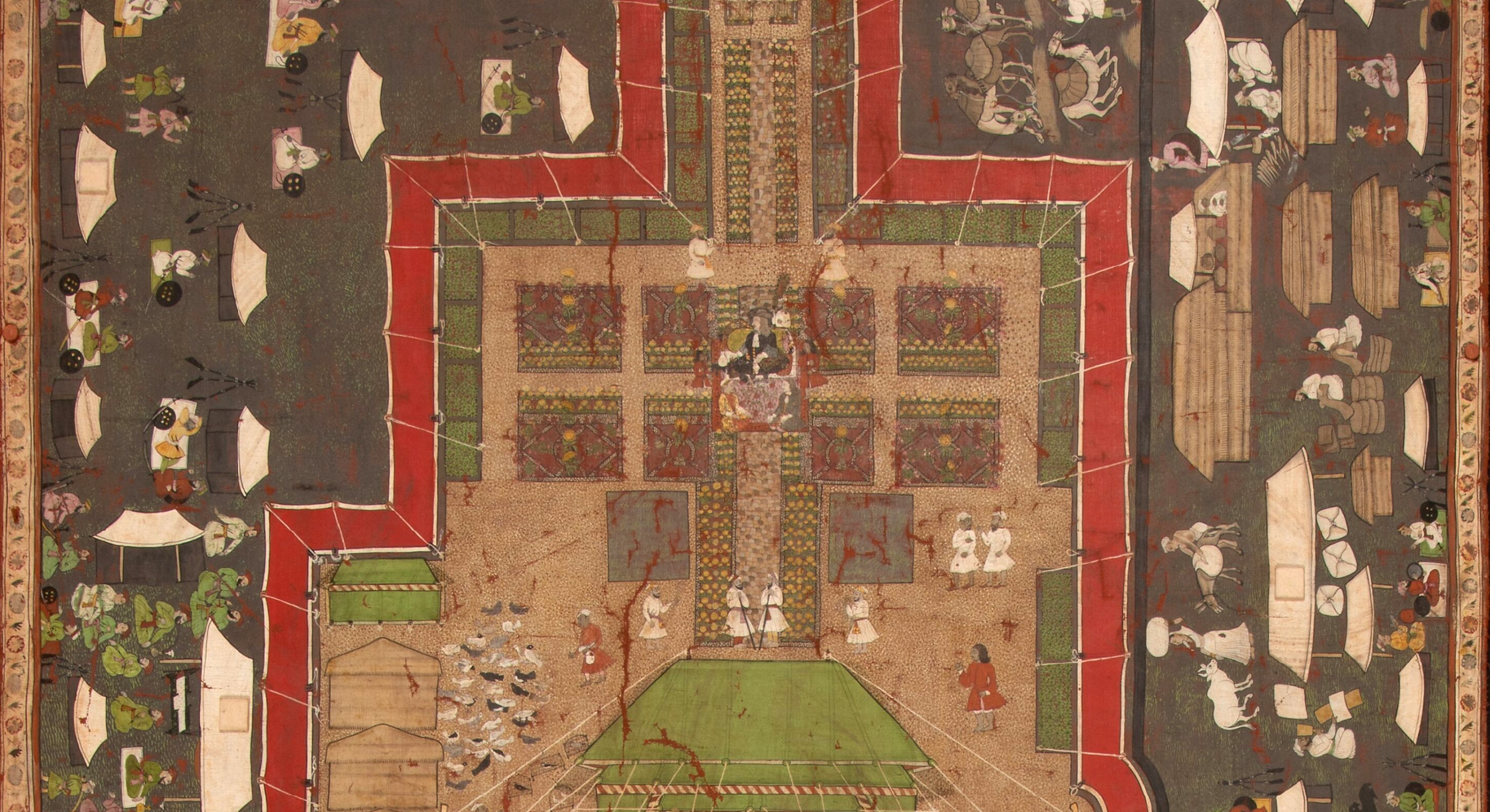
Bacherus in zijn tuin in Aurangzebs legerkamp.

Johannes Bacherus (Den Haag, ? – Masulipatnam, 11 juli 1693) was een koopman en diplomaat in dienst van de VOC. Hij werkte vooral in Suratte in het noordwesten van India, waar hij in 1677 koopman was. Hij leidde toen een VOC-gezantschap naar het hof van de Mogolkeizer Aurangzeb in Delhi. Na repatriëring in 1679 ging hij in 1684 als opperkoopman en 'secunde' van commissaris-generaal Hendrik Adriaan van Reede opnieuw naar Azië. In 1688-1689 leidde hij nogmaals een gezantschap naar Aurangzeb. Daarna was hij werkzaam op de Coromandelkust van India tot zijn dood in 1693.

## Het gezantschap van 1677

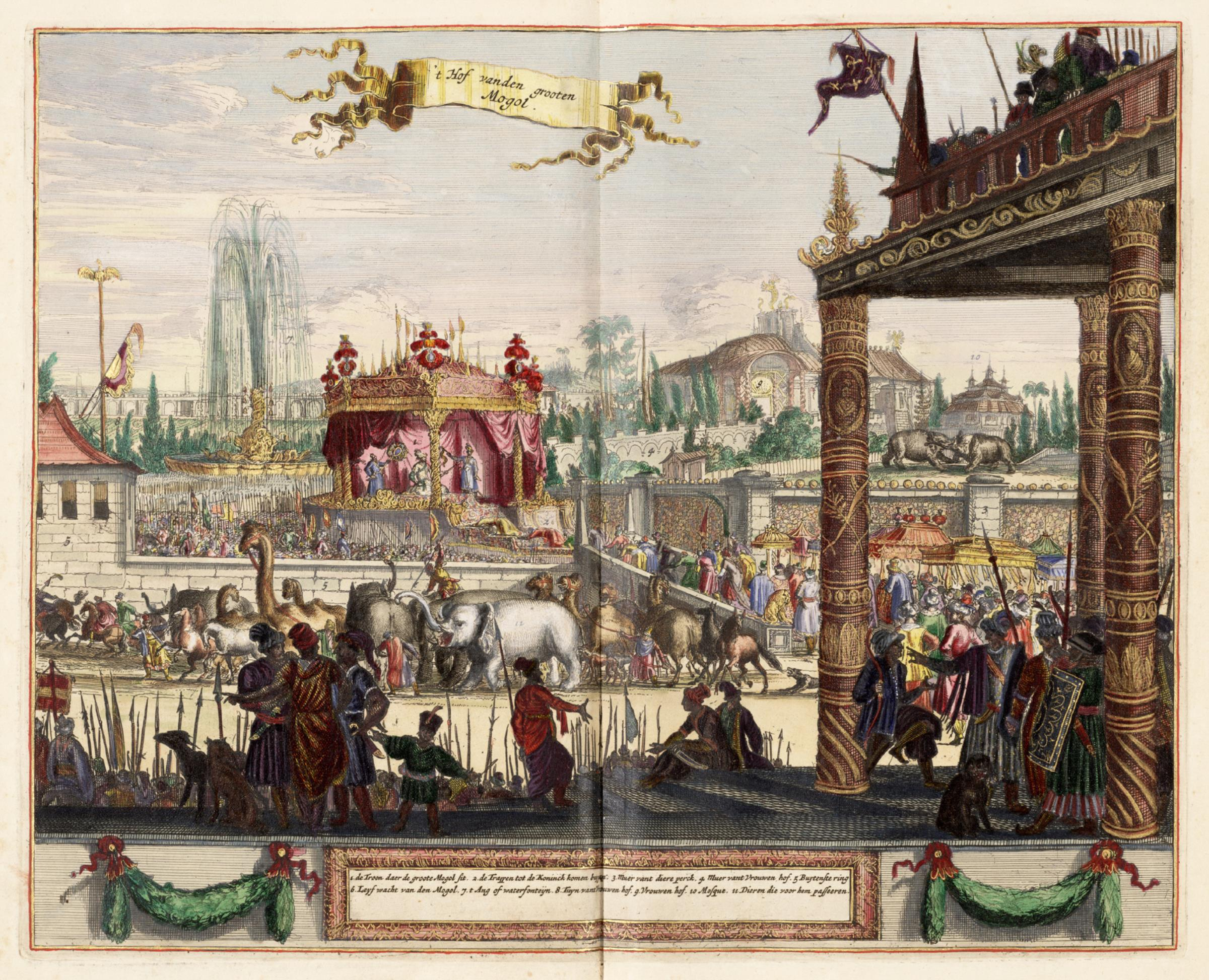
Het hof van de Groot-Mogol.

Johannes Bacherus kwam rond 1665 in dienst van de VOC. Hij werkte jaren in Suratte, de belangrijkste havenstad van het Mogolrijk, waar hij het tot de rang van koopman bracht. In oktober 1676 besloten gouverneur-generaal Maetsuycker en de Raad van Indië in Batavia om vanuit Suratte een klein gezantschap naar het hof van de Mogolkeizer Aurangzeb in Delhi te sturen. De aanleiding werd gegeven door de problemen die de factorij in Bengalen ondervond met lokale bestuurders in Patna, Dhaka en Chinsura. Zij hielden zich niet aan de door de keizer aan de VOC verstrekte handelsvergunning (firman) met vrijstellingen voor het betalen van diverse belastingen en tolheffingen in India. Specifiek wilde de Compagnie de 196.000 roepies terug die het in 1672 zouden zijn afgeperst door de nawab van Bengalen, Shaista Khan. De nawab, opvolger van de veroveraar van Assam Mir Jumla, was een oom van Aurangzeb (broer van Sjah Jahans geliefde Mumtaz Mahal), dus klagen over hem moest voorzichtig gebeuren. Bovendien ging ook hij naar Delhi om daar juist beloond te worden nadat hij met het verdrijven van het leger van Arakan bij Chittagong heel Bengalen onder het Mogolgezag had gebracht.

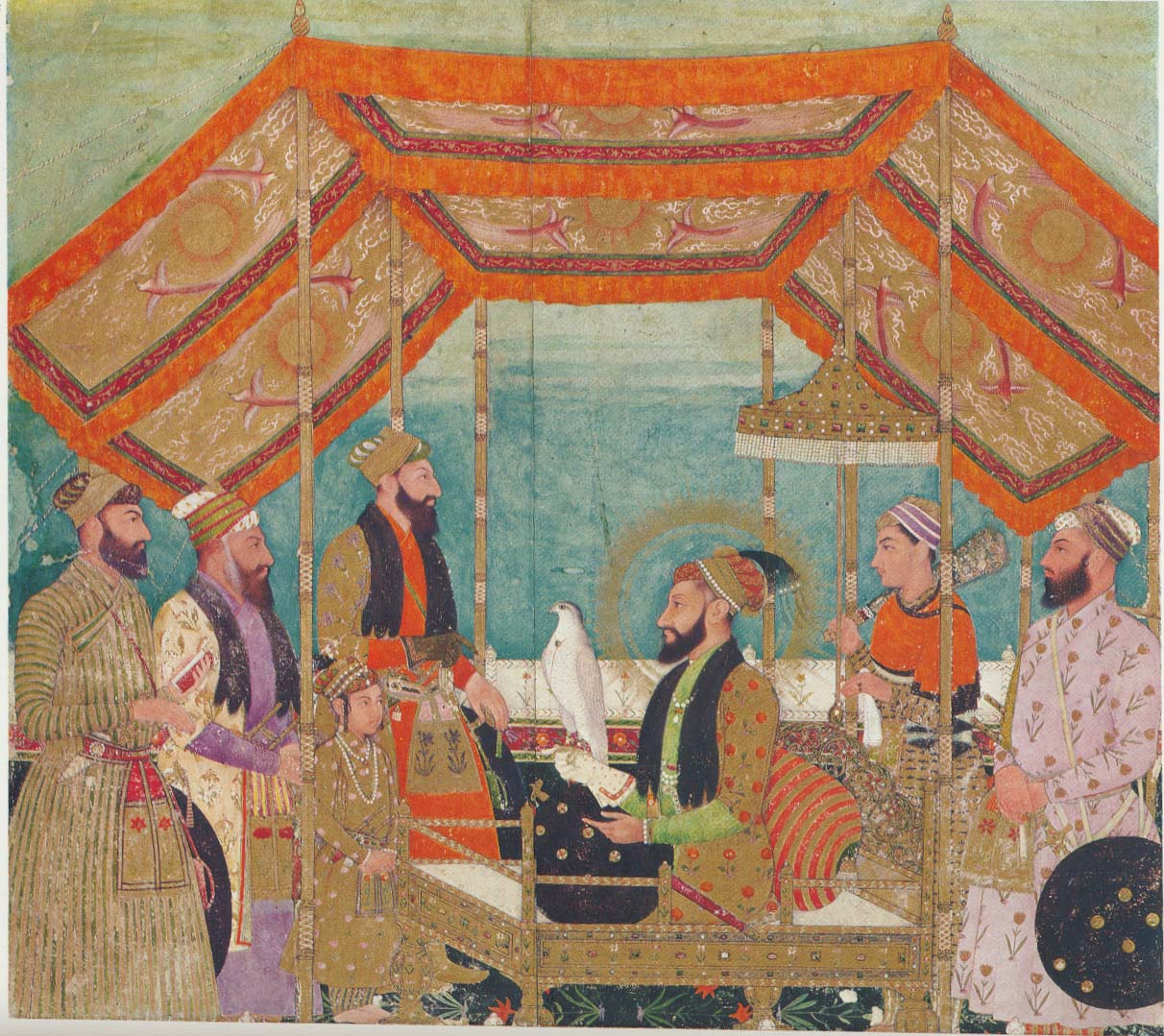
Aurangzeb met een havik in zijn durbar, ca. 1660. Shaista Khan (met zwarte baard) en zijn zoontje Azam staan voor hem.

In januari 1677 werd Bacherus door de directeur van Suratte Willem Volger gevraagd de hofreis te leiden. Hij kreeg een Indiase makelaar, Virji Das geheten, en vier VOC-medewerkers mee: een onderkoopman, een chirurgijn en twee assistenten. Als geschenken voor Aurangzeb waren bestemd één groene en drie rode lakens, twee schilden, een slagzwaard, vier houwerklingen, vijf paradijsvogels en een aantal gouden en zilveren munten. Dit was veel minder dan Dirck van Adrichem in 1662 bij Aurangzebs troonsbestijging had geschonken, maar de geschenken waren slechts bedoeld als een 'begroetenisse'. Het was de bedoeling om 'in ernstige, dogh modeste termen te klaagen ende behoorlyk redress, in conformiteyt der verleende firmans, te versoeken'. Mocht Bacherus vanwege het 'matigh geschenck' en zijn relatief lage rang niets bereiken dan moest de tweede in rang in Suratte, de opperkoopman Albertus van Oosterwyck, nog een poging doen. Dit was een heel andere aanpak dan die van de Engelse Oost-Indische Compagnie. Die ervoer dezelfde problemen in Bengalen maar was niet in het bezit van een keizerlijke firman. Toch werden vanuit Londen oorlogsschepen gestuurd, wat leidde tot wat bekend kwam te staan als Childs Oorlog (1686-1690). Die werd met gemak gewonnen door de Mogols, want alleen Shaista Khan al kon een leger van 40.000 man op de been brengen. Alle Engelse factorijen in India werden voor straf geplunderd en gesloten.

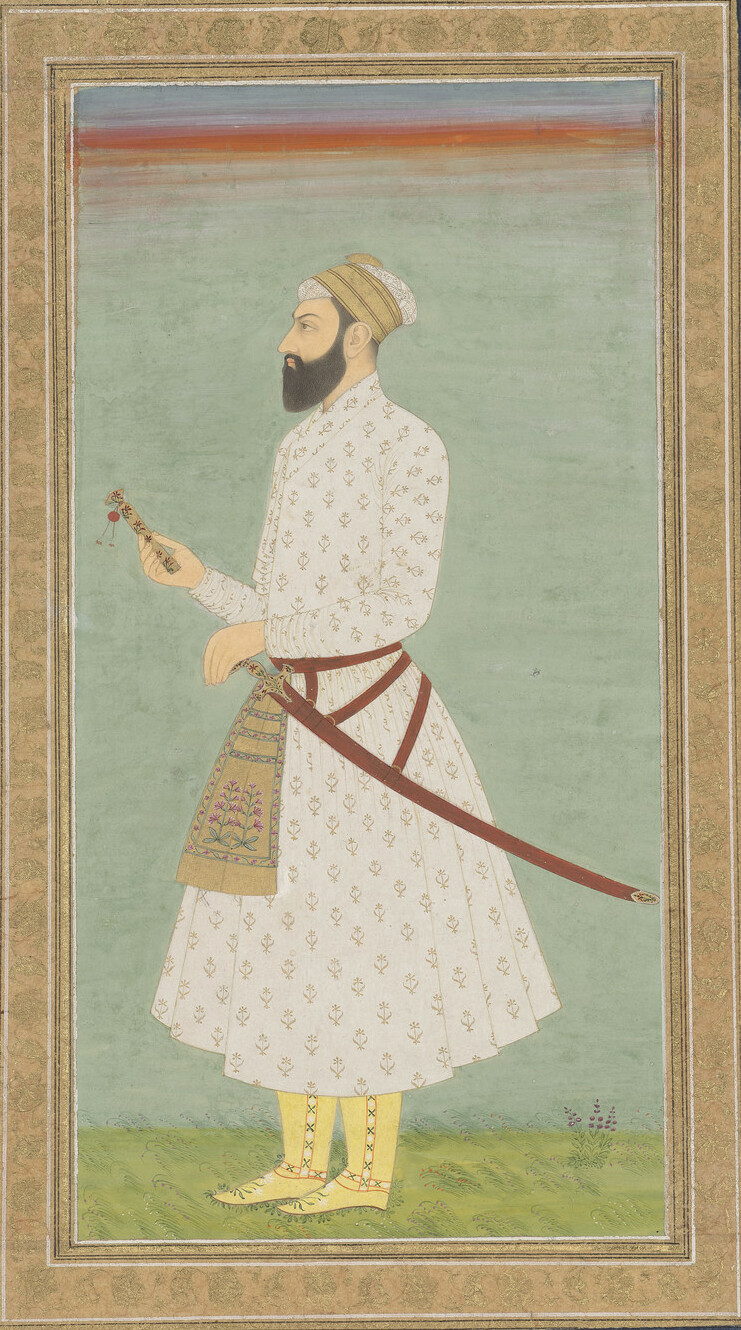
Asad Khan.

Op 21 januari vertrok Bacherus uit Suratte. Onderweg verkreeg hij een aanbevelingsbrief van de nawab van Gujarat, Muhammad Amin Khan, gericht aan Aurangzebs vizier Asad Khan, die 'Compagnie's vrunt' was. Toen reisde hij via Ahmedabad en Ajmer eerst naar Agra, waar de VOC ook een factorij had. Hij bleef daar vier maanden, en ontving in februari de relevante documenten van de factorij in Bengalen. Pas op 24 juli kwam hij in Delhi aan. Op 12 september verscheen hij gehuld in een hem verstrekt erekleed in audiëntie voor Aurangzeb. De keizer zat op zijn troon op een verhoogd balkon achterin de Diwan-i-Am van het Rode Fort. De ruimte ervoor was door middel van een gouden, zilveren en houten hek verdeeld in compartimenten waarin de hofhouding en bezoekers moesten plaatsnemen op basis van hun rang. Aurangzeb ontving Bacherus vriendelijk en nodigde hem in het zilveren gedeelte. Die ontvangst verhoogde de status van de VOC, wat belangrijk was voor de relaties met lokale bestuurders. Het ‘deedt ijder met admiratie om, en op ons sien, van wegen de achtinge die mij van sijn maij(esteij)t gebeurde’, schreef Bacherus tevreden. De Raad van Indië schreef aan de Heren XVII: 'Zijnde oock de reseptie voor den throon des Conincx soo honrabel geweest, als van soo een groote Conincq soude connen gedesidereert worden'.
Aurangzeb was gevoelig voor Bacherus' petitie, zij het na lang lobbyen. Hij gaf zijn zoon Azam in Bengalen opdracht om te zorgen dat iedereen zich aan zijn firman hield en dat de handel van de VOC niet gedwarsboomd werd. Ook het Mogolrijk had immers baat bij de handel, vooral omdat de VOC betaalde met de in India zeldzame edelmetalen. De 196.000 roepies moesten worden terugbetaald als afpersing kon worden bewezen. Dat was makkelijker gezegd dan gedaan. Wel kon Volgers opvolger Sijbrand Abbema begin 1678 aan Batavia rapporteren dat de problemen in Bengalen waren opgelost. Ook kreeg men bericht 'dat de oude Nabab Chaestechan door den Mogol was op ontboden om naer Deccan tegens den rover Siwagy (Shivaji) te gaen oorlogen'. Dat dit iets te maken had met Bacherus’ missie is niet aannemelijk. Na een lang verblijf aan het hof ging Bacherus eind april 1678 terug naar Suratte. Een jaar later moest hij samen met Van Oosterwyck naar Batavia komen omdat hij door de fiscaal verdacht werd van 'morsseryen en fraudes', hem door Willem Volger ten laste gelegd. Op 27 juli 1679 kwam hij in Batavia aan en vroeg de fiscaal 'zyn actie tegen hem te institueren'. In oktober werd hij vrijgesproken en mocht hij repatriëren.

## De commissie van Van Reede

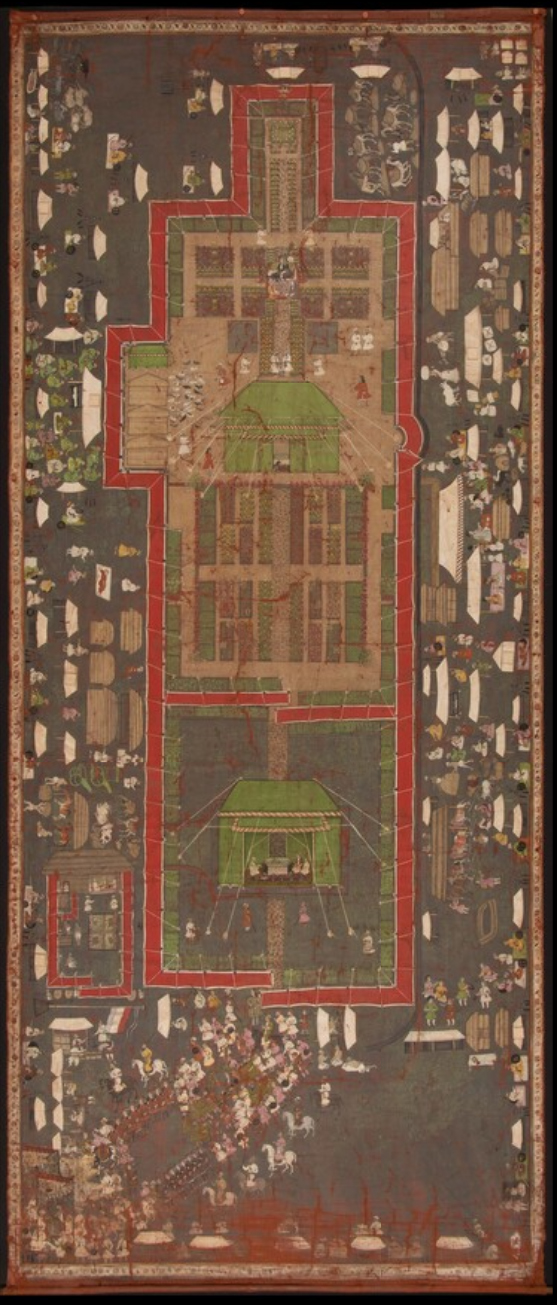
Het kamp van Johannes Bacherus in Aurangzebs legerkamp.

In december 1684 ging Bacherus als opperkoopman op het schip Adrichem opnieuw naar Azië, bewezen hebbende 'een gauw, welbelezen, taalkundig, en een zeer bequaam man in den dienst van de E. Compagnie te zijn'. Hij was lid van de commissie van Hendrik van Reede, die dat jaar benoemd was als commissaris-generaal om aan de Kaap de Goede Hoop en op alle factorijen in Ceylon, Bengalen en India onderzoek ('visitatie') te doen naar fraude en particuliere handel die het VOC-monopolie ondermijnde. Er waren de Heren XVII geruchten ter ore gekomen over grootscheepse corruptie op meerdere VOC-vestigingen. De commissie had tot taak 'alle frauden, mesusen, malversatiën te ontdekken, zoodanige redressen te beramen, en in te voeren als noodig zouden zijn, niet alleen de schuldigen, maar de verdachte ambtenaren te ontslaan en met hunne stukken en informatiën naar Nederland op te zenden', en zodoende ook de sinds het rampjaar 1672 geslonken reputatie van de VOC in de Republiek te herstellen. Het derde commissielid was de oudgediende Isaäc Soolmans in Batavia. De commissie werd ondersteund door een tiental medewerkers. Secretaris was de 17-jarige adelborst Hendrick Zwaardecroon.
In april 1685 arriveerde de commissie aan de Kaap, waar Van Reede het aan de stok kreeg met Rijcklof van Goens de Jonge die onderweg naar Batavia wegens ziekte hier was neergestreken. Velen klaagden over zijn dictatoriaal gedrag. Van Reede schreef een rapport over hem waardoor hij later werd ontslagen en naar Nederland gestuurd. Aan de Kaap voerde Van Reede enkele hervormingen door in de instructies en maakte met Bacherus, de commandeur van de Kaap Simon van der Stel en de met Van Reede meegereisde Isaäc de Saint-Martin met een door ezels getrokken open koets een inspectietocht van twee weken door het achterland van de Kaapkolonie, waarbij ook Stellenbosch werd bezocht.
Van Reede en Bacherus arriveerden in juni 1686 via Colombo in Tegenapatnam aan de Coromandelkust. Van Reede liet de controle van het noordelijke deel van de kust vanaf Paliacatte over aan Bacherus. Dat betrof voornamelijk Masulipatnam, Bimilipatnam en Haiderabad in het binnenland van Golkonda. Masulipatnam en haar bewoners trof Bacherus aan in slechte staat, zwaar getroffen door de 'droevige en nooit gehoorde watervloet' van oktober 1679. Geassisteerd door de boekhouder Willem Witmont deed hij onderzoek naar onregelmatigheden in de boekhouding, waarbij hij rigoureus te werk ging. Op basis van zijn rapporten werd onder andere de koopman Nicolaas Clement, opperhoofd van Tegenapatnam en Porto Novo, gearresteerd en toen door van Reede met zijn familie naar Batavia gestuurd. Hij zat daar vier jaar gevangen zonder dat het tot een proces kwam, waarna hij op last van de Heren XVII in vrijheid werd gesteld. Daniël Havart beklaagde zich hierover in zijn Op- en Ondergang van Cormandel, en de kwestie raakte zelfs in Nederland bekend. Ook veel andere kooplieden aan de kust werden door Van Reede vervangen.

## Het gezantschap van 1688

Aurangzeb bij het beleg van Golconda.

Het sultanaat Golkonda werd in 1687 veroverd en geplunderd door de legers van Aurangzeb. De laatste sultan Abul Hassan Qutb Shah werd gevangen genomen. De VOC wilde de vergunningen voor tolvrije handel, die vanaf 1612 (Wemmer van Berchem) door de Qutb Shah sultans verleend waren, laten herbevestigen door de veroveraar Aurangzeb, en aangezien Bacherus met het Mogol hof bekend was stelde Van Reede hem in september 1688 aan als ambassadeur. Hij moest Aurangzeb feliciteren met zijn verovering van Golkonda en Visiapoer (Bijapur), de vergunningen laten autoriseren en alsnog proberen de 196.000 roepies terug te krijgen. Op 24 december vertrok hij uit Masulipatnam met de imposante titel van 'commandeur te water en te land' en een enorm gevolg van ruim tweehonderd personen, waaronder 116 Indiase soldaten, tientallen tentbouwers, vegers, palankijndragers en andere inlandse bedienden, vijftien Europese militairen, twee vertalers, meerdere stafdragers en keteldrummers en twee tuiniers. Naast kopieën van de vergunningen had hij ook veel geschenken bij zich, waaronder zes versierde Ceylonese olifanten en zes Perzische paarden met toebehoren. De tocht ging door een gebied waar hongersnood en epidemieën heersten als gevolg van de oorlog.

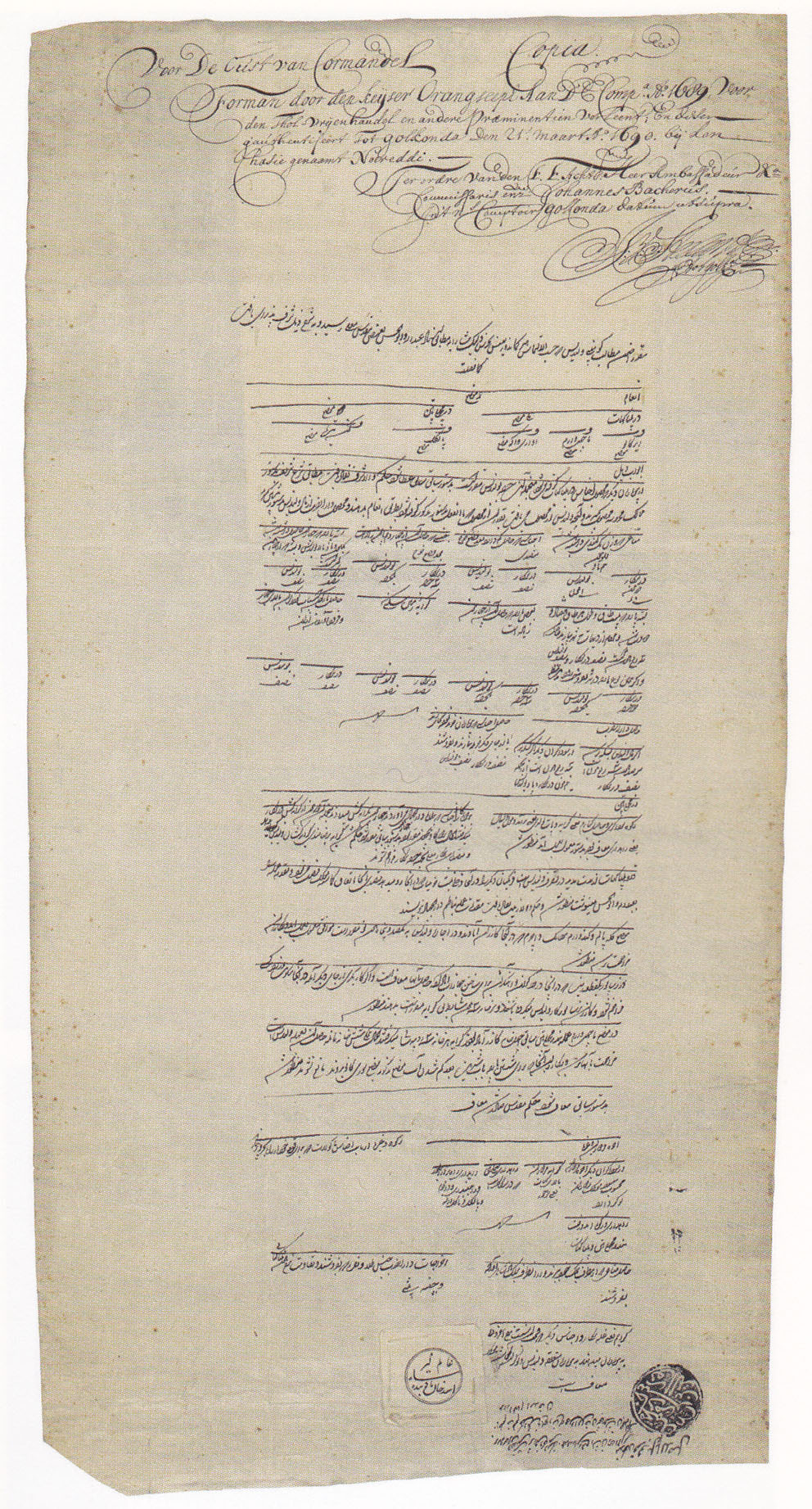
Firman van Aurangzeb uitgereikt aan Bacherus.

Eerst ging Bacherus naar de factorij in Haiderabad, de hoofdstad van Golkonda, om vervolgens op zoek te gaan naar het legerkamp van Aurangzeb. Dat vond hij op 9 mei 1689 in een grote vallei aan de bovenloop van de Bhima rivier ten noorden van Pune. Hij zette zijn tenten op vlak bij die van de vizier Asad Khan en de keizer zelf. Op de 25e werd hij door Aurangzeb ontvangen en overhandigde hij de geschenken. Hij zou in totaal zeven maanden in het legerkamp verblijven. Zijn diplomatieke werk ondersteunde hij met het vinden van gemeenschappelijke grond in de liefde voor tuinen in zowel het Mogolrijk als de Republiek. De charbagh, of Perzische tuin, en de Nederlandse paleistuin waren symbolen van expansie en een microkosmos van de wereld als geheel. Ook de VOC liet, om meer praktische redenen, tuinen aanleggen in de factorijen, om kruiden en gewassen te kweken en te testen. Bacherus liet er een aanleggen in zijn tentenkamp.

Na lang wachten ontving Bacherus eind oktober de gewenste firman en diverse parwanna's. Zelf kreeg hij de eretitel Gulzar Khan (Welvarende Khan). Door een kunstenaar uit Golkonda liet hij een schilderij maken van zijn tentenkamp, waarop hij ook zelf te zien is, zittend in zijn tuin, met onder zijn arm een tas met de firman. Hij rookt een waterpijp, en bij hem zitten zijn secunde Willem Witmont en de Indiase makelaar Virji Das uit Agra. Zijn kamp is een rechthoekig terrein binnen Aurangzebs legerkamp, omgeven door een omheining van rood tentdoek met witte lijnen. Daarbinnen zijn twee tenten. Eén voor openbare ontvangsten en een privé-tent, met daarachter de tuin. Alles precies volgens de regels en privileges van de legerkampen van de Mogols. Het schilderij toont meerdere momenten in de tijd, zodat Bacherus ook te zien is als hij per draagstoel (palankijn) in een optocht van VOC-soldaten vooraf gegaan door vlaggendragers het kamp verlaat op weg naar een audiëntie. Het kwam vaker voor dat VOC-medewerkers dergelijke schilderijen in Golkonda lieten maken. Ook de door Bacherus ontslagen Cornelis van den Bogaerde had dat laten doen.

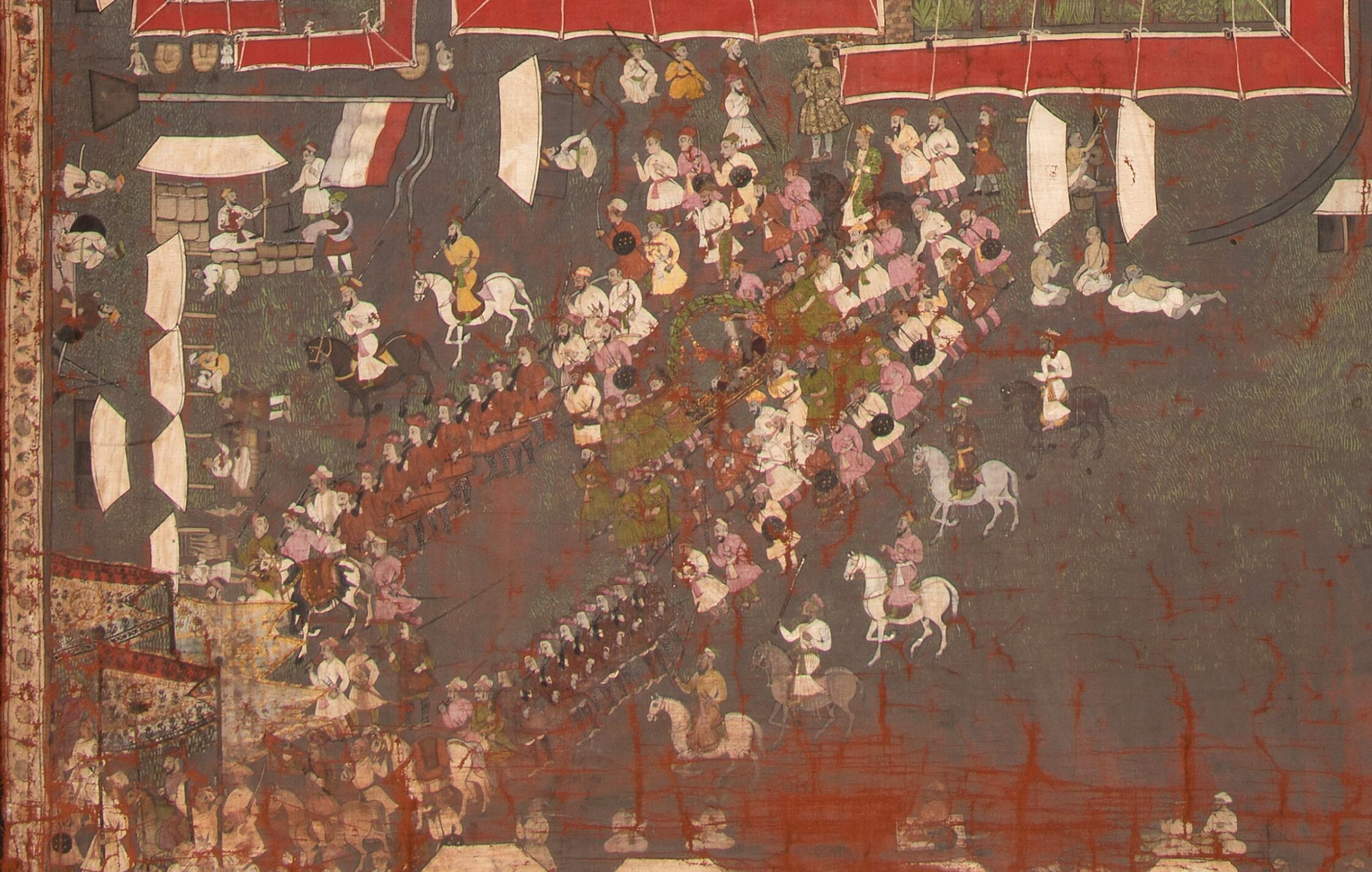
Bacherus in een processie met Nederlandse vlaggen op weg naar een audiëntie bij Aurangzeb.

Op 16 december verliet Bacherus het legerkamp en ging terug naar Haiderabad. Begin 1690 was hij terug in Masulipatnam, waar hij zijn controlewerkzaamheden aan de Coromandelkust weer opnam. Het resultaat van zijn ambassade werd in het algemeen gewaardeerd, hoewel Daniël Havart wees op de 'excessive onkosten'. Ook hij schreef echter: 'Deze Bacherus word ons by brieven uyt India van personen die hem al voor twintig jaren hebben gekend, beschreven te zijn een man van een ongemeyne kennisse, en een vlug verstand, en zo gezegend in de Ambassade die hy ter ordre van den Groten Commissaris aan het Keyzerlijke Hof van Eurangzeeb gedaan heeft'. De geldigheid van de firman en parwanna's bleek echter aan de kust niet vanzelfsprekend te zijn. Er vonden toch tolheffingen plaats, waarop Bacherus uit protest de handel stil liet leggen, en de lokale bestuurders zich op hun beurt bij de keizer beklaagden over de aanmatigende houding van de Nederlanders. De Compagnie besloot om geen nieuwe ambassade meer te sturen maar te wachten tot de inmiddels bejaarde Aurangzeb stierf en zijn opvolger verwelkomd moest worden. De keizer bleek echter een sterk gestel te hebben, zodat de ambassade pas in 1711 zou plaatsvinden onder leiding van Joan Joshua Ketelaar. De Engelsen stuurden in 1701 net als de VOC een grootse ambassade met veel geschenken naar Aurangzeb. Zij hadden nog steeds geen keizerlijke firman. De ambassadeur, William Norris, kreeg echter niets gedaan en verliet het hof uiteindelijk zonder afscheid te nemen. Aurangzeb weigerde een firman te verlenen zolang de Engelse Compagnie de verantwoordelijkheid niet nam voor Engelse piraterij op Indiase schepen uit Suratte. Zelfs zijn eigen schip, de Ganj-i-Sawai, was buitgemaakt door de piraat Henry Avery.

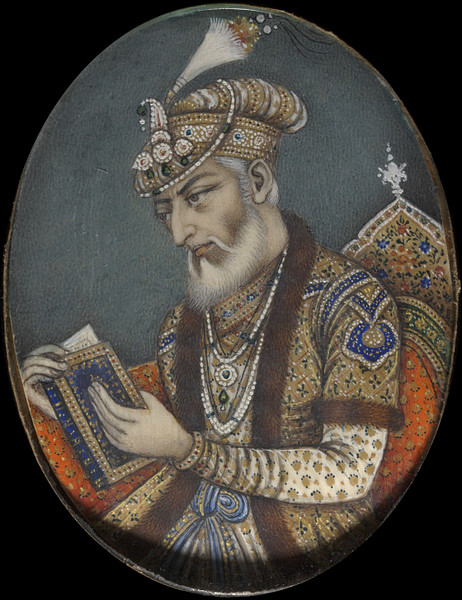
Aurangzeb leest de koran.

Aurangzebs veroveringen in de Dekan bleken een expansie te zijn die uiteindelijk fataal werd voor het Mogolrijk. De middelen schoten tekort om de veroverde gebieden te pacificeren en het rijk nog goed te besturen. De aanvallen van de Maratha’s hadden steeds meer succes en het rijk begon onder Aurangzebs opvolgers te desintegreren.
In december 1691 was Hendrik van Reede op weg naar Suratte aan boord van zijn schip overleden. Wat betreft de opvolging werd gewacht op het besluit van de Heren XVII, maar die besloten om de commissie op te heffen, geschrokken van de hoge kosten en de klachten over het harde optreden. De Raad van Indië riep Bacherus naar Batavia op. Men was niet zo tevreden over zijn beleid. Er was kritiek op de kosten en de keuzes die hij had gemaakt. Zo had hij in Haiderabad als provisioneel opperhoofd een boekhouder genaamd Aart Spender aangesteld omdat hij Urdu sprak, maar die prompt een tekort bleek te hebben van 1055 teveel uitgegeven pagoden. Spender vluchtte vervolgens met een deel van de kas naar Aurangzebs leger maar werd achterhaald. Toen hij per jacht van Masulipatnam naar Paliacatte werd overgebracht sprong hij 's avonds met zijn boeien aan overboord en werd niet meer gezien.
Vóór Bacherus naar Batavia kon vertrekken werd hij ziek. Hij stierf in Masulipatnam op 11 juli 1693. Hij had Witmont gevraagd zijn onderzoeksresultaten en andere papieren naar de Heren XVII te brengen, maar Laurens Pit de Jonge, gouverneur van Coromandel, stuurde Witmont ermee naar Batavia. Pas daarna werden ze naar de Heren XVII gezonden.